# Георгије Митиленски
Свети Георгије исповедник је хришћански светитељ. Због хришћанског живота Георгије је изабран и постављен за митрополита Митиленског. Он је управљао црквом до дубоке старости. Када је настало гоњење хришћана под царем Лавом Јерменином, који је био против икона, Георгије је позван од цара у Цариград на сабор епископа, који је требало, по жељи царевој, да униште иконопоштовање. Међутим он не само не учини по жељи цара, него је са још неким храбрим епископима, устадо у заштиту светих икона. Због тога је поруган и од цара прогнан у пределе Херсона, где је у беди и невољи проведо остатак живота. Скончао је око 816. године. Хришћани верују да је био чудотоворац и за живота и после смрти због велике праведности своје и љубави према Исусу.
Српска православна црква слави га 7. априла по црквеном, а 20. априла по грегоријанском календару.